# 初期のRCサクセション
『初期のRCサクセション』は、1972年2月5日に発表されたRCサクセションのファースト・アルバム。
1stプレスにはクレジットのミスがあり、ふりがなが「ひまわのきよしろう」となっている。

## 収録曲
| 全作詞: 忌野清志郎、全作曲: 肝沢幅一、全編曲: 穂口雄右。 |                                        |            |            |      |
| #                                                        | タイトル                               | 作詞       | 作曲・編曲 | 時間 |
| 1.                                                       | 「2時間35分」                          | 忌野清志郎 | 肝沢幅一   | 3:01 |
| 2.                                                       | 「ぼくの好きな先生」                   | 忌野清志郎 | 肝沢幅一   | 2:38 |
| 3.                                                       | 「国立市中区3-1 (返事をおくれよ)」     | 忌野清志郎 | 肝沢幅一   | 2:37 |
| 4.                                                       | 「シュー」                             | 忌野清志郎 | 肝沢幅一   | 2:02 |
| 5.                                                       | 「春が来たから」                       | 忌野清志郎 | 肝沢幅一   | 3:48 |
| 6.                                                       | 「メッセージ」                         | 忌野清志郎 | 肝沢幅一   | 0:41 |
| 7.                                                       | 「国王ワノン一世の歌」                 | 忌野清志郎 | 肝沢幅一   | 2:28 |
| 8.                                                       | 「この世は金さ」                       | 忌野清志郎 | 肝沢幅一   | 1:50 |
| 9.                                                       | 「金もうけのために生れたんじゃないぜ」 | 忌野清志郎 | 肝沢幅一   | 2:27 |
| 10.                                                      | 「言論の自由」                         | 忌野清志郎 | 肝沢幅一   | 2:05 |
| 11.                                                      | 「ベイビーもう泣かないで」             | 忌野清志郎 | 肝沢幅一   | 2:44 |
| 12.                                                      | 「寝床の中で」                         | 忌野清志郎 | 肝沢幅一   | 4:47 |
| 合計時間:                                                | 合計時間:                              | 31:08      |            |      |

## 初期のRCサクセション+4
『初期のRCサクセション+4』（しょきのアールシーサクセションプラスフォー）は2015年11月4日に発売されたRCサクセションのリイシューアルバム。  
オリジナル・アナログ・マスターテープからのリマスタリング。SHM-CD仕様。本作は『初期のRCサクセション』の前後に発売された2枚のシングル計4曲がボーナストラックとして収録（「宝くじは買わない」「どろだらけの海」「涙でいっぱい」「イエスタデイをうたって」）。  

## 収録曲
| 全作詞: 忌野清志郎、全作曲: 肝沢幅一、全編曲: 穂口雄右（特記以外）。 |                                                                           |            |            |      |
| #                                                                    | タイトル                                                                  | 作詞       | 作曲・編曲 | 時間 |
| 1.                                                                   | 「2時間35分」                                                             | 忌野清志郎 | 肝沢幅一   | 3:01 |
| 2.                                                                   | 「ぼくの好きな先生」                                                      | 忌野清志郎 | 肝沢幅一   | 2:38 |
| 3.                                                                   | 「国立市中区3-1 (返事をおくれよ)」                                        | 忌野清志郎 | 肝沢幅一   | 2:37 |
| 4.                                                                   | 「シュー」                                                                | 忌野清志郎 | 肝沢幅一   | 2:02 |
| 5.                                                                   | 「春が来たから」                                                          | 忌野清志郎 | 肝沢幅一   | 3:48 |
| 6.                                                                   | 「メッセージ」                                                            | 忌野清志郎 | 肝沢幅一   | 0:41 |
| 7.                                                                   | 「国王ワノン一世の歌」                                                    | 忌野清志郎 | 肝沢幅一   | 2:28 |
| 8.                                                                   | 「この世は金さ」                                                          | 忌野清志郎 | 肝沢幅一   | 1:50 |
| 9.                                                                   | 「金もうけのために生れたんじゃないぜ」                                    | 忌野清志郎 | 肝沢幅一   | 2:27 |
| 10.                                                                  | 「言論の自由」                                                            | 忌野清志郎 | 肝沢幅一   | 2:05 |
| 11.                                                                  | 「ベイビーもう泣かないで」                                                | 忌野清志郎 | 肝沢幅一   | 2:44 |
| 12.                                                                  | 「寝床の中で」                                                            | 忌野清志郎 | 肝沢幅一   | 4:47 |
| 13.                                                                  | 「宝くじは買わない ＜ボーナストラック＞」(編曲: RCサクセションとその友達) | 忌野清志郎 | 肝沢幅一   | 2:30 |
| 14.                                                                  | 「どろだらけの海 ＜ボーナストラック＞」(編曲: RCサクセション)             | 忌野清志郎 | 肝沢幅一   | 2:37 |
| 15.                                                                  | 「涙でいっぱい ＜ボーナストラック＞」                                     | 忌野清志郎 | 肝沢幅一   | 3:35 |
| 16.                                                                  | 「イエスタデイをうたって ＜ボーナストラック＞」                           | 忌野清志郎 | 肝沢幅一   | 2:55 |
| 合計時間:                                                            | 合計時間:                                                                 | 42:45      |            |      |